# Ferruccio Brugnaro
Ferruccio Brugnaro (Mestre, 19 agosto 1936) è un poeta italiano.

## Biografia

### Gli inizi
Dall'inizio degli anni 1950 Ferruccio Brugnaro è operaio a Porto Marghera, entrando a far parte del Consiglio di Fabbrica Montefibre-Montedison e diventando uno dei protagonisti delle lotte per i diritti dei lavoratori. La sua attività di scrittore inizia nel 1965, quando distribuisce ciclostilati di poesia, racconti e pensieri presso i quartieri e le scuole frequentati dai lavoratori in lotta. Parte del suo impegno civile è archiviato presso il Centro di Documentazione di Storia Locale di Marghera.
Negli anni settanta escono i primi volumi: Vogliono cacciarci sotto, 1975; Dobbiamo volere, 1976; Il silenzio non regge, 1978. Nel 1980 lavora a Milano producendo i quaderni di scrittura operaia "Abiti-lavoro". Nel 1984 pubblica l'opera prima Poesie.
Una sua poesia divenne famosa nell'ottobre del 1990 quando compare su oltre cinquecento manifesti in segno di protesta contro la guerra a Venezia e Mestre. Nel 1993 torna a pubblicare un libro, dal titolo Le stelle chiare di queste notti.
A partire dalla seconda metà degli anni novanta le sue pubblicazioni vengono tradotte in molte lingue, nel 1996 in spagnolo da Carlos Vitale sulla rivista Viceversa, a Barcellona, nel 1997 in inglese da Kevin Bongiorni e Reinhold Grimm, che inseriscono 11 sue poesie nella rivista dell'Università del Nord Carolina. Nel 1998 esce una sua antologia negli Stati Uniti, Fist of Sun, tradotta da Jack Hirschman. Troverà spazio anche in Francia grazie all'amico Jean-Luc Lamouille che traduce le sue opere nell'antologia Le Printemps murit lentament. Nel 2004 in Spagna esce il libro No puedo callarte estos días,  mentre nel 2005 esce a Berkeley Portrait of a Woman, tradotto sempre da Jack Hirschman.
Alcune sue poesie sono presenti nei murales di Orgosolo.

### Vita privata
È il padre di Luigi Brugnaro, patron dell'Umana S.P.A., nonché sindaco di Venezia dal 15 giugno 2015.

## Opere
- Poesie, Cooperativa Punti di Mutamento, 1984
- Le stelle chiare di queste notti, Campanotto Editore, 1993
- Ritratto di donna, Campanotto, 2002
- Verranno i giorni, Campanotto, 2007
- La mia poesia nasce come rivolta, Bohumil[4], 2008
- Le follie non sono più follie, Seam Edizioni[5], 2014

Traduzioni
- (EN)  Fist of Sun, Curbstone, 1998
- (FR)  Le Printemps mûrit lentement, Èditinter, 2002
- (ES)  No puedo callarte estos dìas, Emboscal, 2004
- (EN)  Portrait of a woman, Berkeley, 2005
- (FR)  Ils veulent nous enterrer!, Èditinter 2008
- (DE) Un Pugno di Sole/ Eine Faust voll Sonne, Zambon Verlag, 2011
- (FR)  Non voglio tacere / Je ne veux pas me taire, Inclinaison, 2023